# Culicoides baueri
Culicoides baueri är en tvåvingeart som beskrevs av Hoffman 1925. Culicoides baueri ingår i släktet Culicoides och familjen svidknott. Inga underarter finns listade i Catalogue of Life.